# Fortuné Brousses
Fortuné Brousses est un homme politique français né le 11 octobre 1811 à Limoux (Aude) et décédé le 19 juin 1873 à Versailles (Yvelines).

## Biographie
Il est élu représentant de l'Aude le 2 juillet 1871, sans antécédents politiques. Il s'inscrit à l'Union républicaine. Il meurt en cours de législature et ses obsèques donnent lieu à un incident politique. Ayant choisi d'avoir des obsèques uniquement civiles, les responsables de droite de l'Assemblée lui refusent les honneurs normalement dus à un membre de l'assemblée, entrainant une interpellation du gouvernement.

## Source
- « Fortuné Brousses », dans Adolphe Robert et Gaston Cougny, Dictionnaire des parlementaires français, Edgar Bourloton, 1889-1891 [détail de l’édition]